# Böse Sieben
Die Böse Sieben ist ein Bach, der am Ostrand des Harzes entspringt. Er fließt im Landkreis Mansfeld-Südharz durch die Lutherstadt Eisleben und mündet bei Lüttchendorf in den Süßen See, von dem aus nördlich und südlich von Seeburg zwei weitere Mündungsarme in den Bindersee münden und von diesem aus dann einer in den Kernersee. Vom Letztgenannten aus wird das Wasser schließlich um einige Höhenmeter in die im Ober- und Mittellauf Querne und Weida genannte Salza (Salzke) gepumpt, die bei Salzmünde in die Saale mündet.

## Höhenlagen
Bis zum Süßen See fällt das Höhenniveau der Bösen Sieben von gut 200 m ü. NHN auf 92,6 m ü. NHN. Von dort aus fällt die Höhe vergleichsweise abrupt auf 79,9 m ü. NHN am Bindersee und 78,7 m ü. NHN am Kernersee, von wo aus es wiederum auf etwa 85,4 m ü. NHN zur Salza gepumpt wird.

## Namensherkunft
Der Name des Baches hat sich erst seit dem 19. Jahrhundert durchgesetzt und seine Herkunft ist bis heute nicht eindeutig geklärt. Vorher wurde er Willerbach (mansfeldisch für Wilder Bach) genannt.

## Verlauf
Die Böse Sieben wird gespeist von den zwei Quellbächen Vietzbach, auch Goldbach genannt, und Dippelsbach, welche sich in Ahlsdorf vereinigen. Nach der hier stehenden Tafel des Landesbetriebes für Hochwasserschutz und Wasserwirtschaft (LHW) ist die Böse Sieben 15,22 km lang. Weitere Zuflüsse sind Kliebigbach, Goldgrundbach, Pfaffengrundbach, Saugrundbach und Wolferoder Bach oder Wolferöder Graben. Da diese bei starken Regenfällen schnell anschwellen und zu reißenden Fluten werden können, die den Mansfelder Grund heimsuchen, mag die Erklärung des Namens hier zu finden sein. 
Zwischen Wimmelburg und dem westlichen Rand der Kernstadt Eislebens kam es in den 1980er Jahren zu Erdfällen, weshalb die Böse Sieben im Jahre 1985 provisorisch mit Stahlhalbschalen abgedichtet und notgesichert wurde. Die Sicherung bestand ca. 35 Jahre, bis sie im Jahre 2021 durch eine moderne Sicherung mit Bentonitmatten ersetzt wurde. Dabei wurde der Abschnitt der Bösen Sieben gleichzeitig nach modernen Maßstäben renaturiert. Durch während des Baus auftretende Starkregenereignisse kam es zwischenzeitlich zur erneuten Öffnung der Erdfälle.
In der Eisleber Aue münden noch der Hünsche Born, der Wilde Graben und südlich von Unterrißdorf der Kalte Graben in die Böse Sieben. Einige der Zuflüsse fallen in heißen Sommern völlig trocken, besonders der Saugrundbach und der Hünsche Born.
Innerhalb der Stadt Eisleben wurde das Bachbett mit rotem Sandstein ausgemauert. Mit den zahlreichen Brücken, besonders der gewölbten Steinbrücke auf Höhe der Grabenschule, ist somit ein besonderes Ensemble in der Stadt entstanden.